# Eva-Maria Liimets
Eva-Maria Liimets (Tallinn, 31 de maig de 1974) és una política estoniana. Ha sigut del gener de 2021 al juny de 2022 ministra d'Afers Exteriors del govern dirigit per la primera ministra Kaja Kallas.

## Biografia
Eva-Maria Liimets, que a més d'estonià parla també anglès, italià, rus i alemany, es va graduar en administració pública a la Universitat de Tartu el 1996, un any abans de treballar per al ministeri d'Afers Exteriors. Treballà posteriorment a Itàlia com a diplomàtica a l'ambaixada d'Estònia a Roma entre 1999 i 2003. De retorn a Estònia, tot treballant de nou per al ministeri d'Afers Exteriors a partir del 2003, va començar a estudiar a l'Estonia Business School i obtingué un màster en gestió de relacions internacionals el 2005.
Entre 2014 i 2017, fou cònsol general d'Estònia a Nova York i més endavant, el 2017, esdevingué ambaixadora d'Estònia a la República Txeca amb acreditacions a Eslovènia i Croàcia, càrrec que va deixar el 2021.